# بيرسي أوسبورن
بيرسي أوسبورن (بالإنجليزية: Percy Osborn)‏ هو دراج أسترالي.

## وصلات خارجية
- الموقع الرسمي

## روابط خارجية
- بيرسي أوسبورن على موقع أرشيف الدراجات (الإنجليزية)
- بيرسي أوسبورن على موقع إحصائيات الدراجات الإحترافية (الإنجليزية)